# Валентин Феррас-і-Баррау
Валентин Феррас-і-Баррау (ісп. Valentín Ferraz y Barrau; 1792—1866) — іспанський військовик і політик, мер Мадрида, голова іспанського уряду у серпні 1840 року.